# 콩그레스 홀
콩그레스 홀(영어: Congress Hall)은 펜실베이니아주 필라델피아의 체스트넛가와 6번가 교차점에 위치하며, 1790년 12월 6일부터 1800년 5월 14일까지 미국 의회의 의사당으로 사용되었다. 콩그레스 홀이 미국 의사당으로 사용되는 동안, 미국은 버몬트주, 켄터키주, 테네시주 세 개의 새로운 주를 편입시켰고, 미국 헌법 권리장전을 비준했으며, 조지 워싱턴 (두 번째)과 존 애덤스의 대통령 취임식을 주재했다.
콩그레스 홀은 20세기에 1796년의 원래 모습으로 복원되었다. 현재 이 건물은 독립역사공원 내에서 미국 국립공원관리청에 의해 관리되며 일반인에게 공개된다. 콩그레스 홀은 동쪽에 인접한 독립기념관과 연결되어 있다.

## 배경
필라델피아는 미국 독립 전쟁 중과 직후에 미국의 수도 역할을 했다. 옆에 위치한 독립기념관은 1783년 6월 펜실베이니아 폭동이 발생하기 전까지 대륙회의의 회의 장소로 사용되었다. 펜실베이니아 정부가 분노한 폭도들로부터 의회를 보호하지 못하자 대표자들은 뉴저지주 프린스턴으로 철수했다. 이후 수도는 1783년 11월 메릴랜드주 아나폴리스로, 1784년 11월 뉴저지주 트렌턴으로 옮겨졌다가 1785년 1월 마침내 뉴욕으로 이전했다.
주 대표자들은 1787년 미국 헌법 제정 회의가 열릴 때까지 필라델피아의 독립기념관으로 돌아오지 않았지만, 회의 중에도 뉴욕은 공식적인 수도로 남아있었다. 건축가 새뮤얼 루이스가 설계한 콩그레스 홀은 원래 필라델피아군 법원 건물로 지어졌으며, 1787년에 착공하여 2년 후 완공되었다.

## 임시 수도
미국 헌법 제1조 제8절은 의회에 연방 수도 역할을 할 연방 구역을 설정할 권한을 부여했다. 헌법 비준 후, 뉴욕에서 회의 중이던 의회는 1790년 7월 9일 거주지법을 통과시켰다. 이 법은 메릴랜드주와 버지니아주 사이의 포토맥강 유역에 워싱턴 D.C.를 새로운 연방 수도로 지정했다. 그러나 펜실베이니아주 상원의원 로버트 모리스는 새로운 영구 수도가 건설되는 동안 의회가 필라델피아로 돌아오도록 설득했다. 그 결과, 거주지법은 필라델피아를 10년 동안 임시 수도로 선언했다.
필라델피아 시는 의회가 수도를 필라델피아에 유지하도록 설득하기 위해 9번가에 대규모 새 대통령 관저 건설과 함께 군 법원 건물을 확장하여 콩그레스 홀을 만들었다. 1790년 12월 6일 의회가 필라델피아로 돌아오자 콩그레스 홀의 1층은 미국 하원 회의실로, 2층은 미국 상원 회의실로 개조되었다. 연방 정부가 사용할 새로운 건물을 건설하려는 노력에도 불구하고, 시 주민들은 의회가 거주지법을 수정하고 필라델피아를 영구 수도로 만들도록 설득하는 데 실패했다. 콩그레스 홀은 1800년 5월 14일 국가 정부 기관이 워싱턴 D.C.로 이전할 때까지 의사당 역할을 했다.

## 내부

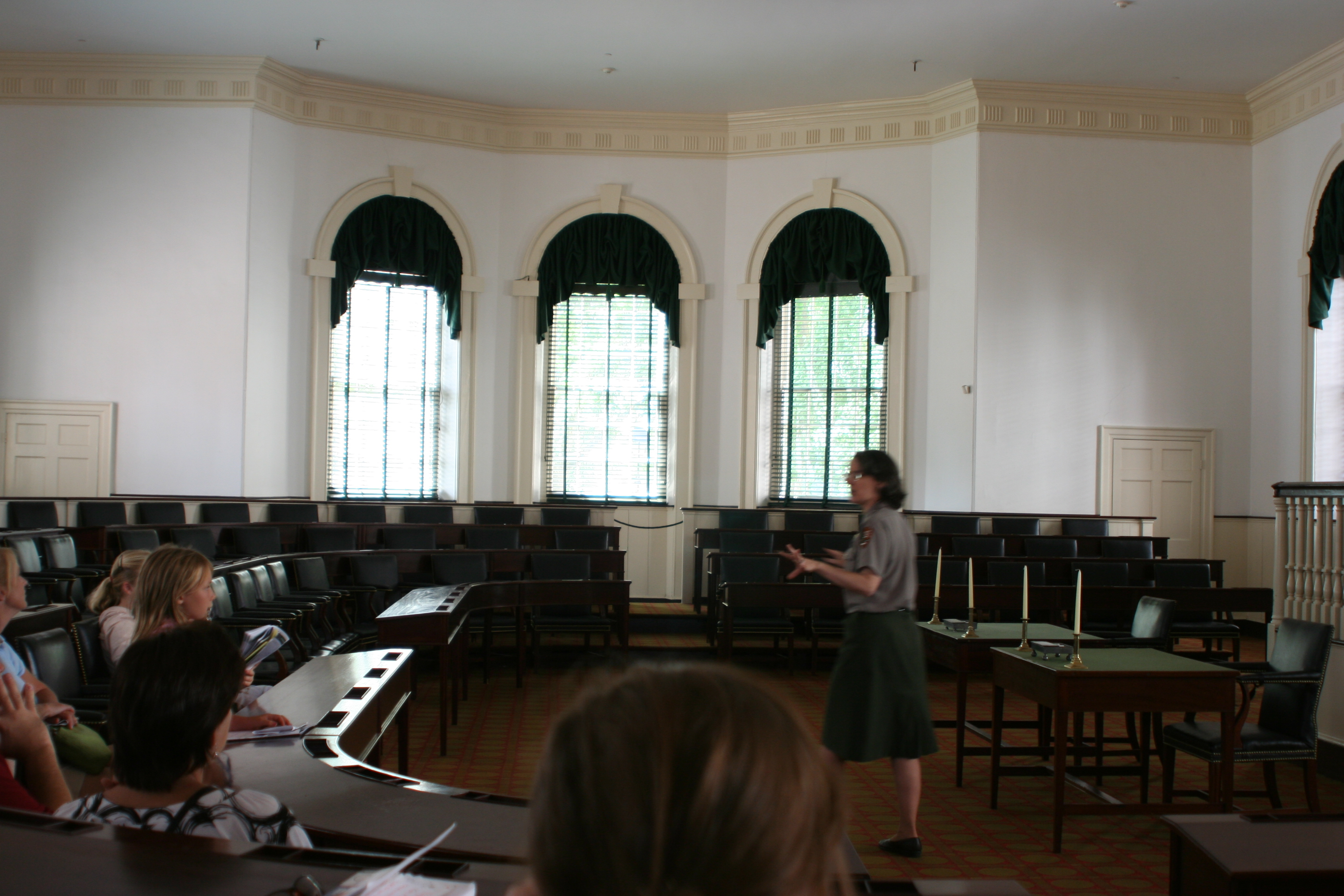
콩그레스 홀 1층 하원 회의실

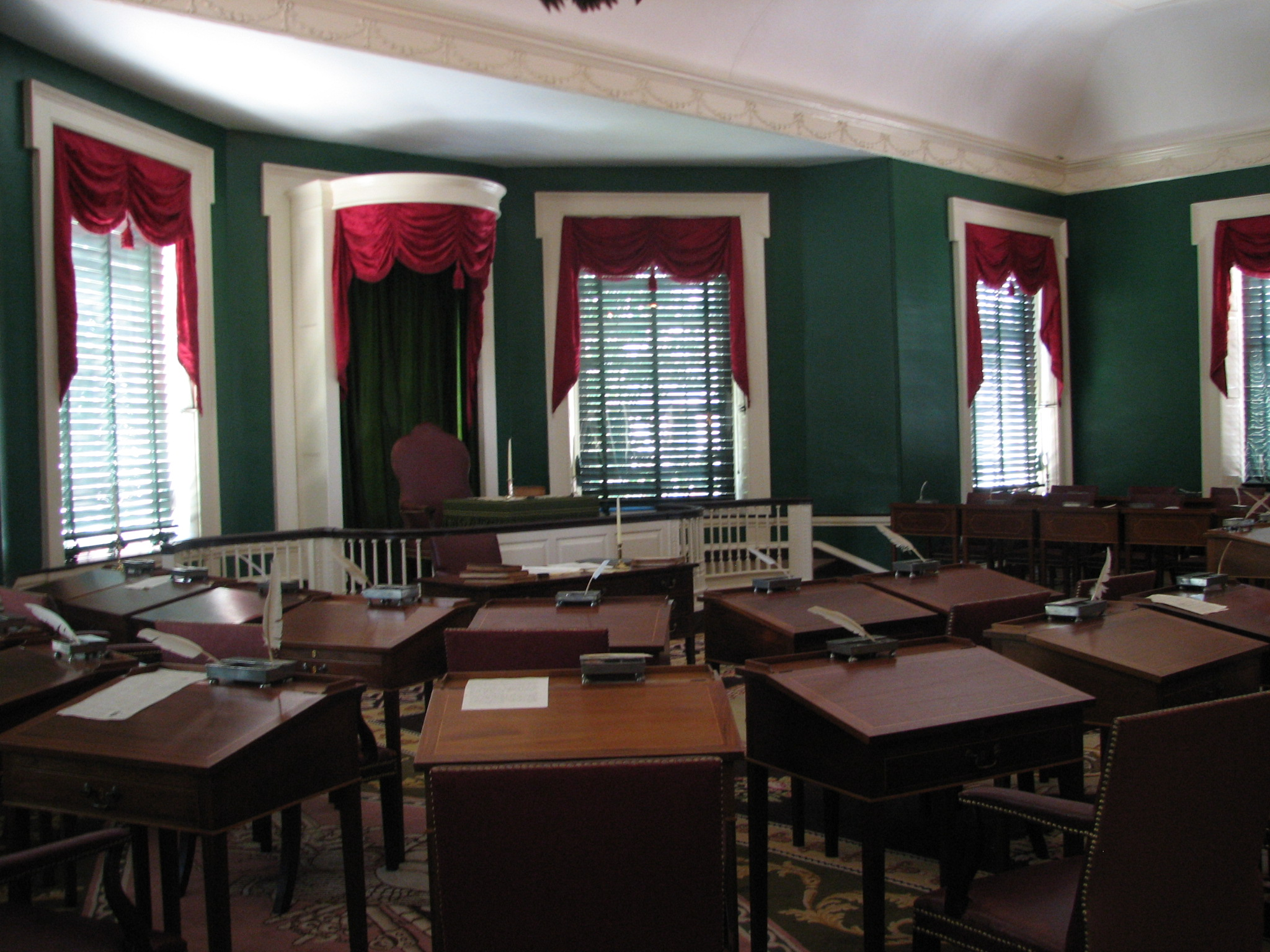
콩그레스 홀 2층 상원 회의실

1층의 하원 회의실은 비교적 단순하며 마호가니 책상과 가죽 의자가 있었다. 이 방은 결국 16개 주에서 온 106명의 대표를 수용하게 되었다: 원래 13개 주와 1791년 버몬트주, 1792년 켄터키주, 1796년 테네시주의 새로운 주에서 온 대표들. 이 방은 1796년의 원래 모습으로 복원되었다.
상원 회의실로 사용된 2층은 더 화려하고 짙은 붉은색 커튼으로 장식되어 있었다. 1796년에는 미국 국회의사당의 현재 상원 회의실에서 여전히 사용되는 책상과 매우 유사한 32개의 비서 책상이 있었으며, 콩그레스 홀의 책상 중 28개는 원본이다. 미국 독립 혁명 이후 프랑스 군주로부터 선물로 받은 루이 16세와 마리 앙투아네트의 초상화가 인접한 위원회실에 걸려 있다. 천장에는 평화를 상징하는 전통적인 올리브 가지를 들고 있는 흰머리수리 프레스코화가 그려져 있다. 또한 천장에는 13개 식민지를 나타내는 13개의 별을 특징으로 하는 햇살 모양의 석고 메달이 있다. 이 디자인은 지역 직조공 윌리엄 스프라그가 만든 양탄자의 바닥에 있는 유사한 패턴을 반영하며, 13개 원래 주의 방패가 특징이다. 오늘날 볼 수 있는 양탄자는 원본의 재현품이다.

## 유산
약 10년 동안 의사당으로 사용된 콩그레스 홀은 3개의 새로운 주의 편입과 미국 권리장전의 비준을 포함하여 많은 역사적인 사건을 목격했다. 조지 워싱턴의 두 번째 취임식은 1793년 하원 회의실에서 열렸고, 존 애덤스의 취임식은 1797년에 열렸다. 의회는 또한 이 기간을 이용하여 미국 제1은행, 연방 조폐국, 그리고 미국 해군부를 설립했다. 그레이트브리튼섬과의 일시적인 평화를 확보한 제이 조약도 1796년 콩그레스 홀에서 비준되었다.
수도가 워싱턴 D.C.로 이전한 후, 콩그레스 홀은 필라델피아군 법원 건물로 원래 기능을 되찾았고 19세기 초에는 주 및 연방 법원의 위치로 사용되었다. 새뮤얼 루이스가 설계한 벌링턴군 법원은 1796년에 마운트 홀리 타운십에 건설되었고 콩그레스 홀을 모델로 삼았다.

## 복원 및 현재 상태
19세기 초 법원 건물로 사용된 후 콩그레스 홀은 이 지역의 다른 건물들처럼 황폐해졌다. 1870년 펜실베이니아 총회는 독립기념관 주변의 모든 건물을 철거하도록 명령했다. 그러나 이 법은 결코 시행되지 않았고 1895년에 공식적으로 폐지되었다. 미국 식민지 귀부인 협회로 알려진 시민 단체의 주도하에 건축가 조지 챔플린 메이슨 주니어는 1895~96년에 콩그레스 홀 복원을 시작했지만, 이 작업은 주로 상원 회의실에 국한되었다. 1900년, 미국 건축가 협회(AIA) 필라델피아 지부는 콩그레스 홀에 대한 연구를 시작하고 건물 전체 복원을 위한 기금 모금 운동을 시작했다. 자금이 확보되자 필라델피아 시는 1912년 AIA의 감독하에 복원 프로젝트를 승인했다. 콩그레스 홀 작업은 다음 해 우드로 윌슨 대통령이 건물을 재봉헌하면서 완료되었다. 하원 회의실을 개조하기 위한 추가 작업은 1934년에 완료되었다. 1942년, 50개 이상의 시민 및 애국 단체들이 미국철학학회에 모여 독립기념관 협회를 창설했다. 이 협회는 독립역사공원의 설립을 로비했으며, 이는 1948년 의회에서 처음 승인되었고 1956년 7월 4일에 공식적으로 설립되었다.
콩그레스 홀은 현재 미국 국립공원관리청이 관리하며, 선착순으로 일년 내내 건물 안내 투어를 운영한다.
2008년 12월 2일, 이 건물은 버락 오바마 당선자가 미국 주지사 협회와 만나 2008년 금융 위기에 대해 논의하는 회의를 주최했다.

## 같이 보기
- 펜실베이니아주의 주 및 군 법원 목록

## 더 읽어보기
- Weigley, Russell F.; Wainwright, Nicholas B.; Wolf, Edwin II, 편집. (1982). 《Philadelphia: A 300 Year History》. New York: W. W. Norton. ISBN 978-0-393-01610-9.